# Argiope picta
Argiope picta är en spindelart som beskrevs av Ludwig Carl Christian Koch 1871. Argiope picta ingår i släktet Argiope och familjen hjulspindlar. Inga underarter finns listade i Catalogue of Life.

## Bildgalleri

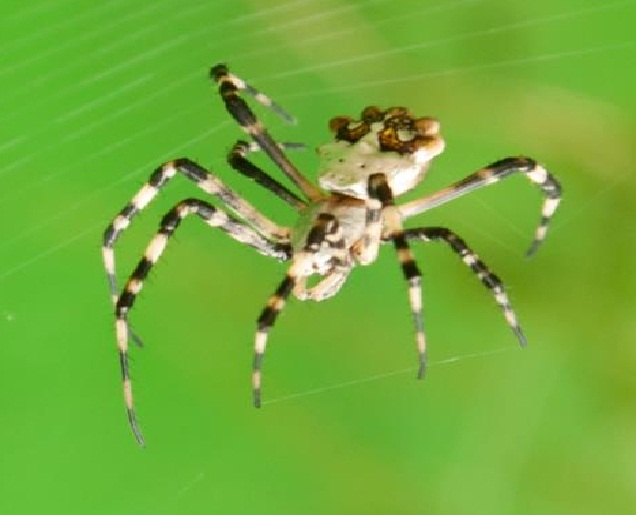